# Patriofelis
Il patriofelide (gen. Patriofelis) è un mammifero estinto, appartenente agli ossienodonti. Visse nell'Eocene medio (circa 48 - 40 milioni di anni fa) e i suoi resti fossili sono stati ritrovati in Nordamerica.

## Descrizione
Questo predatore era piuttosto simile a un giaguaro attuale, anche se la somiglianza era frutto di evoluzione convergente. Lungo circa 2,5 metri (compresa la coda) e pesante un centinaio di chili, Patriofelis era uno dei più grossi fra gli ossienodonti. 

### Cranio
Il cranio era assai voluminoso, grande quanto quello di un leone; era di struttura massiccia, con un muso corto, e poteva superare i 25 centimetri di lunghezza. Sembra che Patriofelis possedesse una bolla timpanica ossificata e un canale stilo-mastoideo, al contrario di altri creodonti. La regione occipitale era caratterizzata da grandi creste per l'inserzione dei muscoli. Anche le arcate zigomatiche erano particolarmente possenti e allargate. La mandibola era corta e potente. Gli incisivi erano ridotti, mentre i canini erano molto grandi e massicci; i premolari superiori erano dotati di un notevole denticolo interno. Il terzo molare superiore era scomparso. Il carnassiale superiore era a forma di lama tagliente, mentre il carnassiale inferiore era privo di metaconide e con un talonide rudimentale. 

### Scheletro postcranico
In generale, lo scheletro di Patriofelis era piuttosto robusto. Il collo era di lunghezza moderata, e il corpo era più corto di quello della maggior parte dei creodonti. Nella regione lombare, le vertebre possedevano un tipo di articolazione piuttosto complesso, con una disposizione che si riscontra in alcuni artiodattili. Il corpo terminava in una coda lunga e potente. 

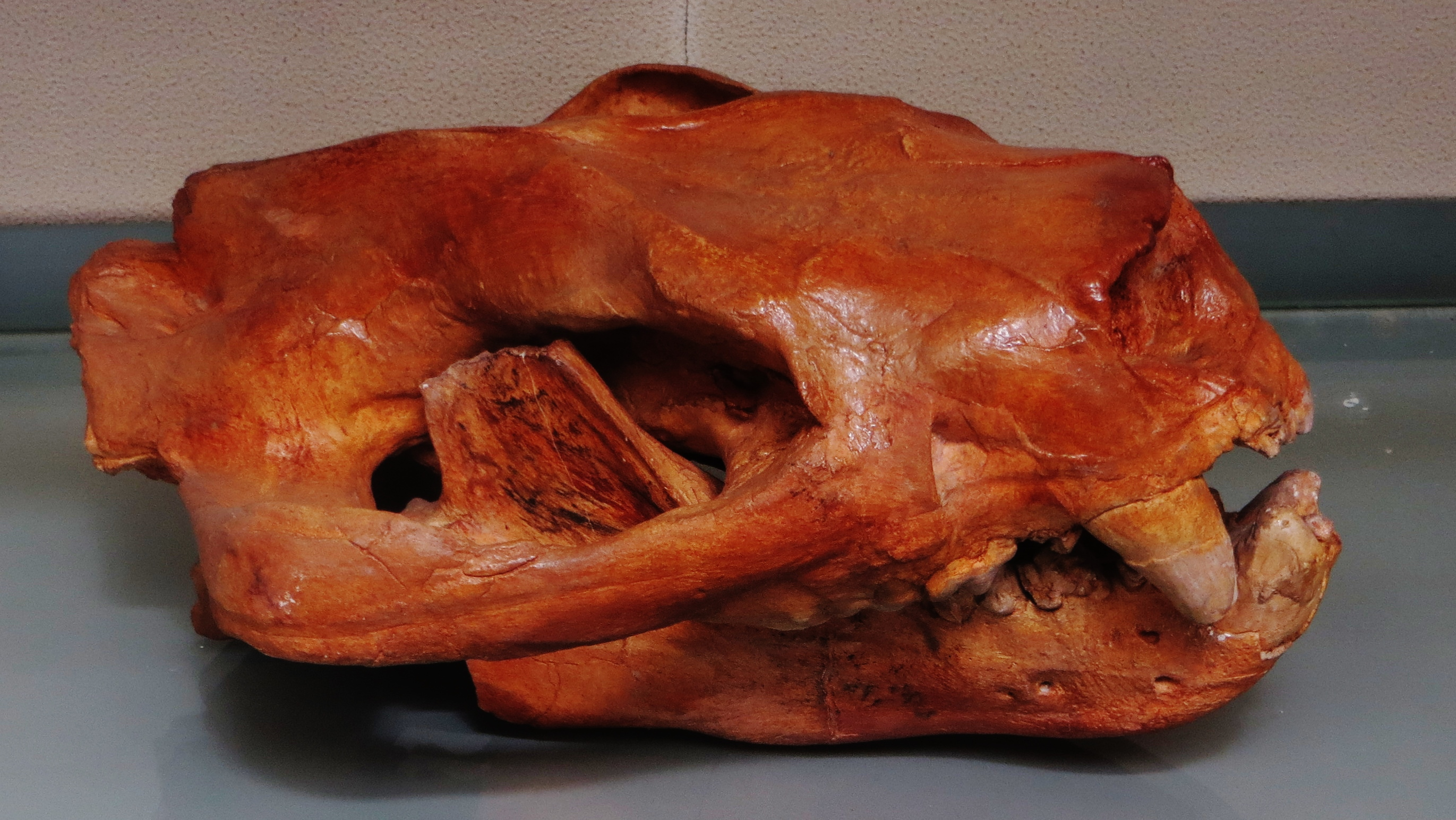
Cranio di Patriofelis ulta

Le zampe, in particolare quelle anteriori, erano corte e robuste. La scapola assomigliava a quella di molti altri mammiferi carnivori primitivi, con una fossa subspinosa e una sopraspinosa della stessa taglia, acromion e metacromion prominenti e apofisi coracoidea ben riconoscibile. L'omero assomigliava a quello dell'affine Oxyaena, ma con caratteristiche più accentuate: la cresta deltoide era eccezionalmente sviluppata, e si estendeva per due terzi della lunghezza dell'osso per poi terminare bruscamente. Questa morfologia indica che erano presenti un muscolo pettorale e un muscolo deltoide molto potenti. La fossa dell'olecrano era poco marcata, e anche le dimensioni dell'olecrano indicano che Patriofelis era un potente camminatore.

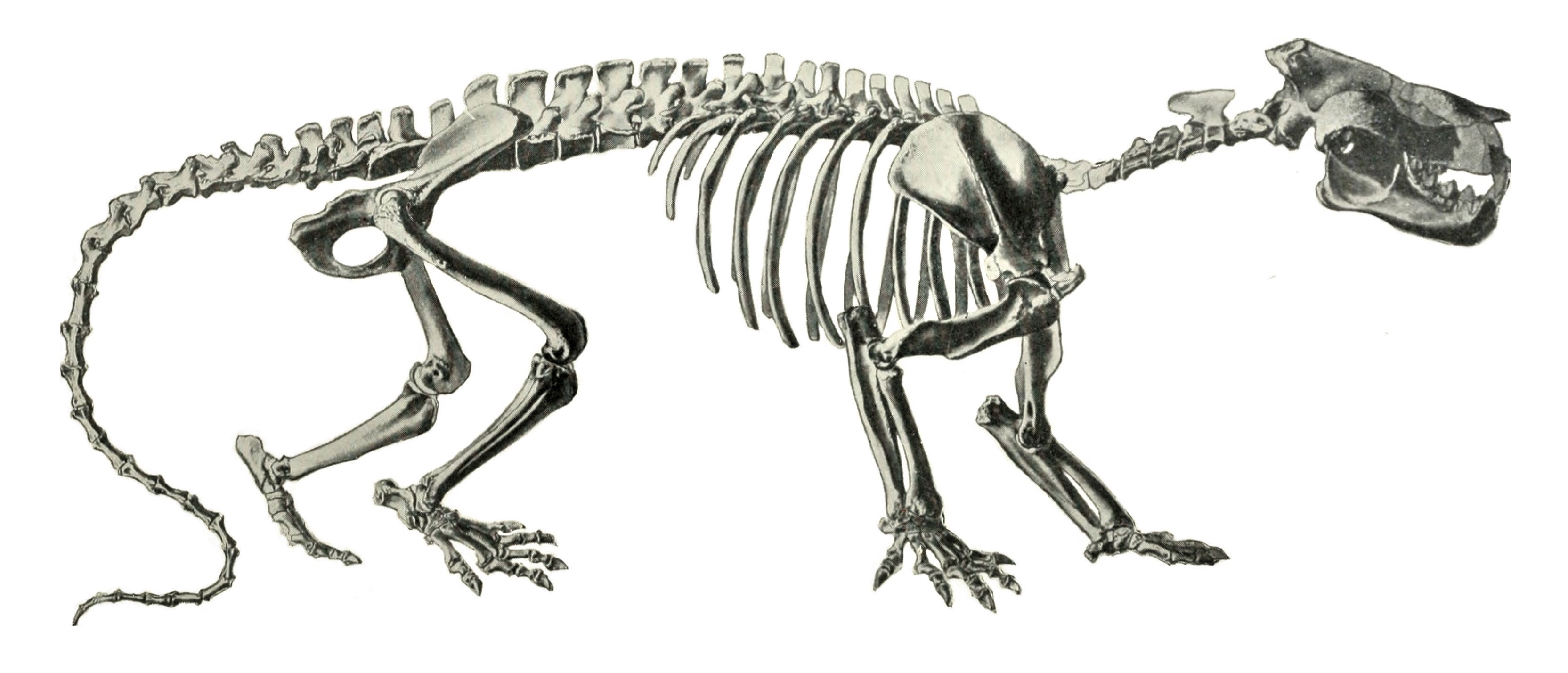
Scheletro di Patriofelis ferox

Il bacino possedeva un ilio allungato, con una forte cresta laterale per l'inserzione dei muscoli del gluteo eccezionalmente sviluppati: in questo modo il femore era molto mobile. Il femore era dotato di un terzo trocantere in posizione elevata. Le zampe terminavano in mani e piedi pentadattili, con falangi ungueali debolmente incise, ed erano dotati di dita corte e ben separate. Probabilmente gli artigli erano leggermente smussati. 

## Classificazione
Il genere Patriofelis fu descritto per la prima volta da Joseph Leidy nel 1870, sulla base di resti fossili rinvenuti in Wyoming in terreni dell'Eocene medio; la specie tipo è Patriofelis ulta, rinvenuta anche in Colorado. Un'altra specie ben nota è P. ferox, i cui fossili sono stati ritrovati in Wyoming e in Oregon in terreni un poco più antichi.
Patriofelis è un rappresentante degli ossienodonti, un gruppo di mammiferi dalle spiccate abitudini carnivore, diffusi nel Paleocene e nell'Eocene. Patriofelis era uno degli ossienodonti più grandi, e probabilmente uno dei più specializzati; i suoi parenti più prossimi erano il più piccolo Oxyaena, l'affine Malfelis e il gigantesco Sarkastodon.

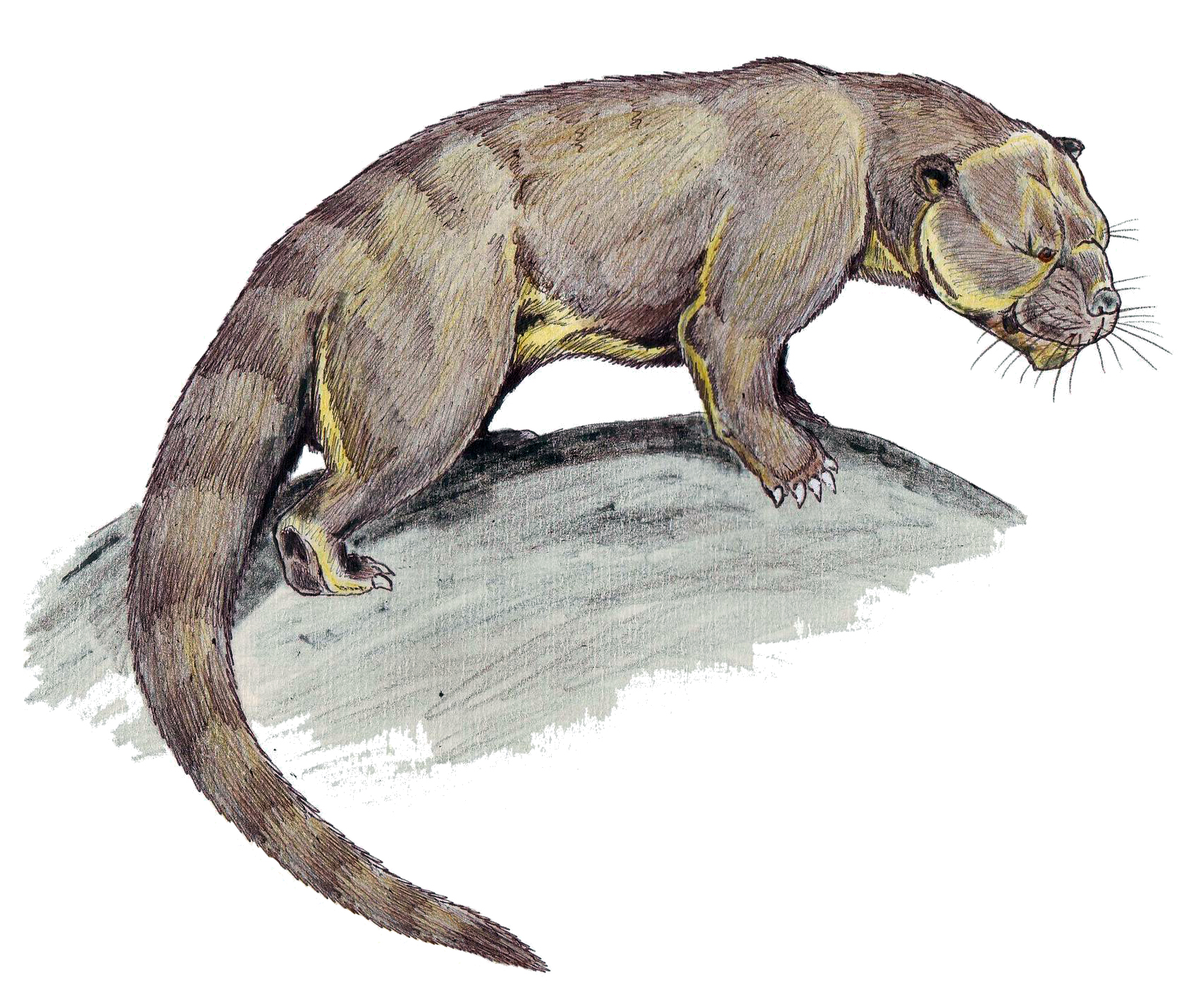
Ricostruzione di Patriofelis ferox

## Paleoecologia
Patriofelis doveva essere un formidabile predatore: il cranio, corto, era dotato di denti forti, adatti a spezzare ossa e a masticare carne. Nonostante questa caratteristica, di solito associata a carnivori che si cibano di carogne, Patriofelis doveva essere un predone attivo: lo scheletro sembrerebbe costruito per permettere all'animale di arrampicarsi sugli alberi. Non doveva essere un veloce corridore, ed è invece probabile che fosse più adatto a una caccia di agguato. Le zampe larghe di Patriofelis potrebbero indicare che questo animale fosse adatto a camminare su un suolo molle, come le rive dei fiumi (come sarebbe confermato dai giacimenti in cui sono stati ritrovati i suoi fossili, ovvero depositi fluviali e zone d'inondazione). Alcuni studiosi hanno ipotizzato che Patriofelis fosse un buon nuotatore, a causa delle zampe corte e dalle dita ben separate. La forma dell'omero e della mano suggeriscono inoltre che questo animale possa essere stato di abitudini scavatrici, ma sembrerebbe improbabile data la grande taglia di Patriofelis.